# Assunção de Maria nas artes

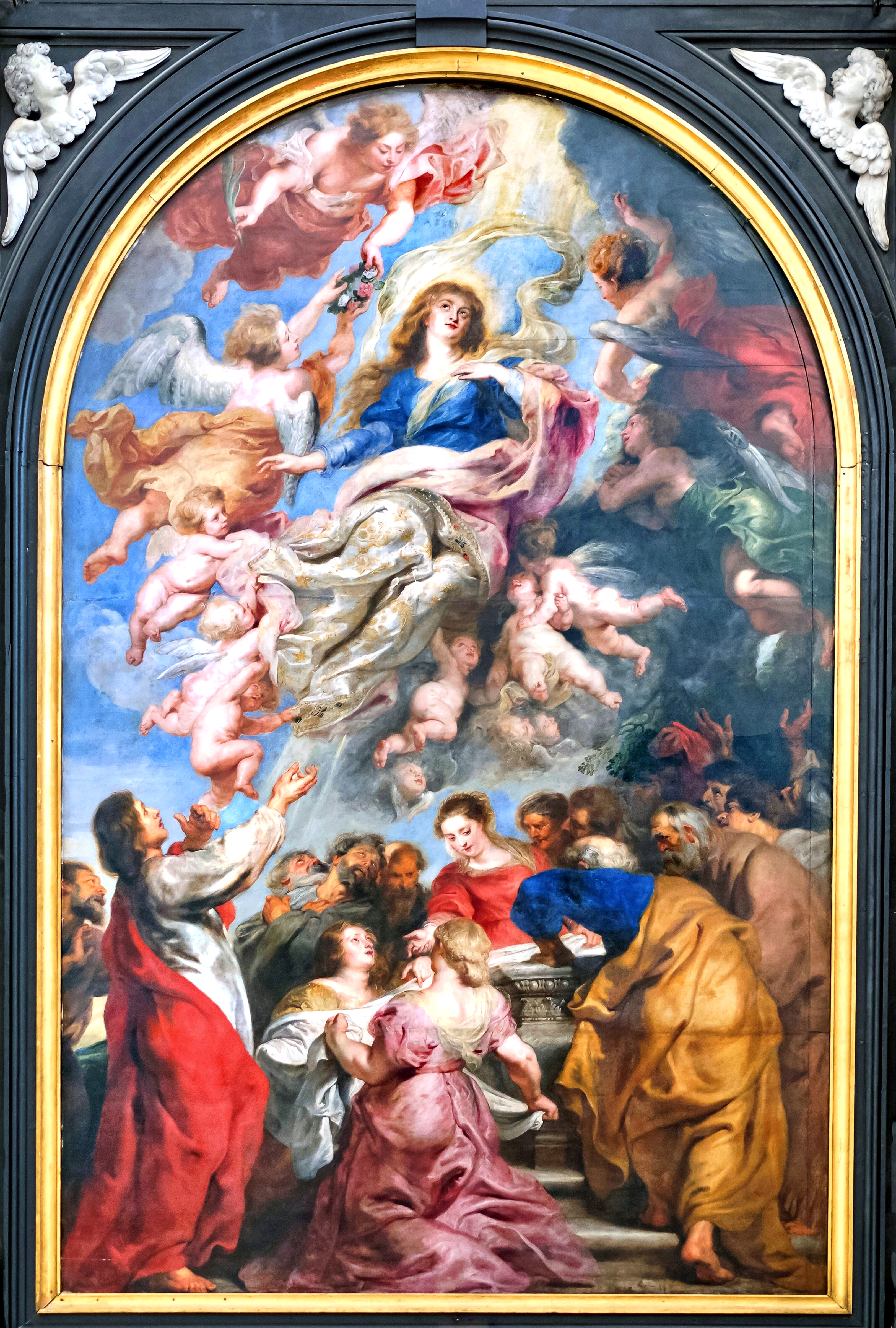
Assunção da Virgem Maria, Rubens, 1626

A Assunção da Virgem Maria não aparece no Novo Testamento, mas aparece na literatura apócrifa dos séculos 3 e 4, e em 1000 era amplamente acreditada na Igreja Ocidental, embora não tenha se tornado dogma católico formal até 1950. Tornou-se um assunto popular na arte cristã ocidental no século XII, juntamente com outras cenas narrativas da Vida da Virgem e da Coroação da Virgem.

## Contexto Histórico
A Assunção da Virgem Maria tornou-se um assunto popular na arte cristã ocidental no século XII, juntamente com outras cenas narrativas da Vida da Virgem e da Coroação da Virgem. Os temas relativos a Nossa Senhora na arte foram especialmente promovidos pela Ordem de Cister e São Bernardo de Claraval, que compôs uma das mais difundidas orações à Virgem Maria:  "Lembrai-Vos, ó piíssima Virgem Maria, que nunca se ouviu dizer que algum daqueles que têm recorrido à vossa proteção, implorado a vossa assistência, e reclamado o vosso socorro, fosse por Vós desamparado. Animado, pois, com igual confiança, a Vós, Virgem entre todas singular, como a Mãe recorro, de Vós me valho, e, gemendo sob os pesos dos meus pecados, me prostro a Vossos pés. Não rejeiteis as minhas súplicas. Ó Mãe do Filho de Deus humanado, dignai-Vos de as ouvir propícia e de me alcançar o que Vos peço. Amém".
A solenidade é celebrada no dia 15 de agosto Igreja Católica. Somente em 1950 a assunção corporal de Maria ao céu foi estabecida como dogma no Pontificado do Papa Pio XII pela Constituição Apostólica Munificentissimus Deus.
Relatos literários com mais detalhes, como a presença dos apóstolos, apareceram em obras medievais tardias, como a Lenda Dourada, e foram registrados e implementados por artistas. Após a Reforma Protestante, o motivo da Virgem da Assunção foi usado para fortalecer as posições católicas que foram rejeitadas pelos protestantes.

## Leitura Adicional
- Jenner, Henry, Mrs. Our Lady In Art.. Chicago: Chicago, A.C. McClurg & Co., 1910. Acessível em Internet Arquive (Domínio Público).